# 関根香菜
関根 香菜（せきね かな、1985年5月3日 - ）は女優。東京都出身。血液型B型。
中学生時代にギターを始める。俳優集団かとうくらぶに所属し、舞台、TV CM などを経験。映画は『スウィングガールズ』でデビューとなる。2005年12月18日よりブログを開始。特技はお菓子作り。

## 主な出演作品

### 映画
- スウィングガールズ（2004年）
渡辺弘美（ギター）役で出演。共演者の水田芙美子と共に、ニコリとも笑わず常にガムを噛みニラミをきかせるコワモテのパンク・ロック少女コンビを演じる。
- スプリング☆デイズ（2007年）

### DVDドラマ
- FRIENDS（2007年）オムニバス
水島弥生、堰かなえ、トシ子、ルチア、静江、ハルミ、ミツ役で出演。

### 舞台
- 生命の樹（2005年） - 二葉 役

### TV
- 行列のできる法律相談所

### CM
- エイト・フォー